# Mustafa I
Mustafa I (sinh năm 1591 tại Manisa - mất ngày 20 tháng 1 năm 1639 tại Istanbul) là vị vua thứ 15 của Đế chế Ottoman từ năm 1617 đến năm 1618 rồi từ năm 1622 cho đến năm 1623. Mustafa là con trai của vua Mehmed III (1595-1603).
Là em trai của Ahmed I (1603-17), Mustafa được xem là có bệnh. Trong thời gian anh trai ông trị vì, Mustafa được giam giữa trong cung cấm 14 năm.
Năm 1618, sau một thời gian trị vì ngắn ngủi, ông phải thoái vị và truyền ngôi cho cháu trai, Osman II (1618-22) rồi quay trở lại cấm cung. Dưới triều đại Osman II, nảy sinh ra căng thẳng giữa vị vua trẻ và binh đoàn Janissary. Vì vậy, Mustafa I quay trở lại ngai vàng sau khi Osman II bị ám sát vào năm 1622. Năm 1623, Mustafa I lại bị lật đổ, sau đó em của Osman II là Murad IV (1623-40) lên nối ngôi. Mustafa I qua đời vào 16 năm sau đó.
Mustafa I là một người rất sùng đạo, ông thường hay đọc kinh Coran và đi cầu nguyện.